# (5582) 1989 CU8
(5582) 1989 CU8 (1989 CU8, 1984 DB2, 1986 RM5) — астероїд головного поясу, відкритий 13 лютого 1989 року.
Тіссеранів параметр щодо Юпітера — 3,288.